# Insurrezione comunista in Thailandia
L'insurrezione comunista in Thailandia consisté in operazioni di guerriglia perpetrate tra il 1965 al 1983, soprattutto da parte del Partito Comunista della Thailandia, contro il governo nazionale. Il conflitto si attenuò nel 1980, a seguito della dichiarazione di amnistia nazionale; dal 1983, il Partito Comunista della Thailandia decise di abbandonare ogni attività insurrezionale.

## Premesse
Le prime lotte di minatori e braccianti cinesi in Siam, l'antico nome della Thailandia, ebbero luogo nell'Ottocento lungo le frontiere con il Laos. Verso fine secolo si unirono alle lotte gli impiegati cinesi, che chiesero l'aumento delle paghe e migliori condizioni di lavoro. Queste rivolte furono ferocemente represse dalla polizia e dall'esercito con il sangue. Con gli eventi rivoluzionari di inizio Novecento in Cina, i cinesi del Siam iniziarono a farsi una coscienza politica. L'attivismo comunista ebbe inizio negli anni venti, quando sei membri del Partito Comunista Cinese furono inviati in Siam per fare proseliti. L'infiltrazione comunista ebbe nuovo slancio dopo l'inizio della guerra civile cinese nel 1927, che vide migliaia di comunisti lasciare la Cina e molti si rifugiarono in Siam. Quello stesso anno alcuni studenti marxisti fondarono l'Associazione della Gioventù Comunista e nel marzo del 1930 fu fondato il Partito Comunista del Siam.
Nel 1927, il comunista cinese Han Minghuang tentò di creare un'organizzazione comunista a Bangkok per poi finire arrestato. Tra l'aprile 1928 e il dicembre 1929, l'allora agente del Comintern per il Sud-est asiatico Ho Chi Minh fu in Siam per politicizzare i rifugiati vietnamiti locali e tenersi in contatto con i rivoluzionari dei vicini Laos e Vietnam. In quel periodo, le avanguardie comuniste organizzarono lavoratori cinesi che diedero vita a diversi scioperi; le autorità non presero in considerazione le loro richieste e risposero con la repressione. Nell'ottobre del 1930 fu arrestato il leader dei comunisti in Siam quando furono trovati volantini che invitavano gli oppressi a rivoltarsi contro il governo di re Rama VII. Il fatto che i membri del partito fossero soprattutto esuli stranieri e che il Paese non subisse le vessazioni del colonialismo (come accadeva negli Stati vicini) limitò sensibilmente la diffusione del comunismo.
Il colpo di Stato noto come Rivoluzione siamese del 1932, organizzato da una fazione dell'esercito e da intellettuali che avevano studiato in Europa, costrinse il re Rama VII a concedere la Costituzione e ad essere esautorato di gran parte del potere a vantaggio del Khana Ratsadon (Partito Popolare), il partito unico formato dai capi della ribellione. L'evento diede animo alle istanze comuniste e il 29 settembre di quello stesso anno a Bangkok comparvero volantini che invitavano i cittadini a costituire un Siam sovietico.
Nel 1933, il leader dell'ala progressista del Khana Ratsadon Pridi Banomyong presentò una radicale riforma che prevedeva la nazionalizzazione delle terre, l'assegnazione delle terre stesse e sussidi ai contadini nonché l'istituzione di un ente di previdenza sociale in favore delle fasce più povere. Il disegno di legge fu bollato come comunista e respinto dal re e dal primo ministro filo-monarchico Phraya Manopakorn, che fu investito di poteri dittatoriali dal sovrano ed emise leggi di gravità eccezionale. Dispose lo scioglimento del parlamento e la sospensione della costituzione, fece approvare una legge anti-comunista che provocò l'incarcerazione dell'intero Comitato Centrale del partito, nonché la censura e la chiusura di svariate pubblicazioni di sinistra. L'appartenenza ad un'organizzazione comunista divenne passibile di pene fino a 12 anni di reclusione.
Negli anni successivi il partito fu costretto a svolgere attività illegali quasi esclusivamente a Bangkok, conquistando un certo numero di intellettuali progressisti delusi dal fatto che il Siam era allora asservito al Giappone. In entrambi i Paesi si affermarono in quegli anni il nazionalismo e il militarismo, che in Siam si diffusero indebolendo la fazione progressista di Banomyong. Sotto la guida del dittatore Phibun, che era stato tra i fondatori del Khana Ratsadon, il Paese fu ribattezzato Thailandia nel 1939 e nel gennaio 1942 entrò nella seconda guerra mondiale a supporto del Giappone, le cui armate qualche giorno prima avevano invaso la Thailandia facendone il punto di partenza per le invasioni di Malesia e Birmania, possedimenti britannici.
Nel corso del conflitto i comunisti combatterono per la liberazione del Paese e si associarono ad altre realtà nazionali che combattevano i giapponesi e la tirannia del dittatore, in particolare al movimento Seri Thai (Thailandia Libera) guidato da Pridi Banomyong e alcuni aristocratici filo-monarchici. Nel 1946, dopo la sconfitta subita dal Giappone, i progressisti di Banomyong si impadronirono del potere e il PCT poté uscire dall'illegalità, svolgendo opera di contro-informazione sulla politica dei governi britannico e statunitense, e organizzando in associazioni lavoratori, donne, studenti ecc. Nel 1948, i servizi segreti britannici stimarono che i militanti del Partito erano intorno alle 3 000 unità. Fu in quegli anni che ebbe inizio la guerra fredda e che gli Stati Uniti estesero la propria influenza sul Siam, preoccupati per il crescente successo dei comunisti nella regione, in particolare nel Vietnam. Il governo di Washington ritenne necessario che il potere fosse tolto alla fazione del troppo progressista Banomyong e appoggiò il colpo di Stato del novembre 1947 che fece riemergere il dittatore Phibun.
Il nuovo governo chiese aiuti alle Potenze occidentali per consolidare il proprio potere in funzione anticomunista, anche se in realtà il dittatore era maggiormente interessato a reprimere le opposizioni e a rilanciare il nazionalismo nel Paese; tra il 1948 ed il 1950 tollerò le attività comuniste. Il progressivo successo dei comunisti in Vietnam, Birmania e soprattutto la presa del potere in Cina del 1949 convinsero finalmente gli americani a concedere alla Thailandia gli aiuti richiesti, facendone un baluardo nella lotta al comunismo. La rivolta organizzata dall'esilio da Pridi Phanomyong per tornare al potere messa in atto nel 1949 a Bangkok fu soffocata e il Partito Comunista si convinse che fosse necessaria una migliore preparazione per mettere in atto ribellioni. Con l'arrivo dei primi aiuti americani nel settembre di quello stesso anno, Phibun promosse una politica di anticomunismo per convincere i nuovi alleati della propria affidabilità. Furono prese in questo senso iniziative a livello internazionale e a livello interno il dittatore promulgò nel 1950 una legge che dichiarava l'illegalità del PCT, costretto a tornare nella clandestinità. Nel febbraio 1951, il partito partecipò al II Congresso del Partito dei Lavoratori del Vietnam, da cui ottenne supporto materiale e politico.
Al fallimento della cosiddetta ribellione di Pace del 1952 fece seguito una legge anti-comunista, in quanto alcuni piccoli gruppi comunisti avevano preso parte alla rivolta. Quell'anno si tenne il secondo congresso del PCT, dove emerse come maggioritaria la corrente maoista e si iniziò a parlare di "forze di liberazione". Il PCT vide crescere progressivamente il numero dei propri militanti negli anni cinquanta, trasformandosi rapidamente in un grande partito. Nel corso della guerra di Corea, il PCT continuò ad accumulare armi nelle aree rurali e a fare dei preparativi generali per la lotta armata. Nel contempo formò il Comitato di Pace della Thailandia, un movimento pacifista che operava nelle aree urbane contribuendo all'espansione del partito e a diffondere il sentimento anti-americano nel paese.
Nel 1960, il Vietnam del Nord creò un campo di formazione militare per thailandesi e laotiani volontari nella provincia di Hoa Binh. Un totale di 400 persone presero parte a questa formazione nel solo primo anno. Durante la crisi sino-sovietica il PCT si schierò col Partito Comunista Cinese e nell'ottobre del 1964, l'organizzazione manifestò le proprie posizioni con un messaggio di congratulazioni per il 15º anniversario della fondazione della Repubblica Popolare Cinese, e il mese successivo un gruppo di comunisti thailandesi costituì a Pechino il Movimento per l'Indipendenza della Thailandia, che l'8 dicembre 1964 proclamò un manifesto in cui chiedeva la rimozione del personale militare statunitense dal Paese e invocava il cambio di regime. Il manifesto fu successivamente trasmesso anche da Radio Pechino. L'ex ufficiale Phayon Chulanont fondò il 1º gennaio 1965 il Fronte Patriottico Thailandese, organizzazione che con il Partito Comunista formò il 15 dicembre 1966 il Fronte Patriottico Unito Thailandese, i cui militanti erano soprattutto membri di tribù delle aree montane e di minoranze etniche cinesi e vietnamite.

## Il conflitto
Nei primi anni '50, un gruppo di 50 thailandesi comunisti fu addestrato a Pechino sull'ideologia da diffondere e sulla propaganda. Nel 1961, piccoli gruppi di ribelli del Pathet Lao si infiltrarono nella Thailandia settentrionale. Furono organizzate locali cellule comuniste e volontari furono inviati in campi di addestramento in Cina, Laos e Vietnam del Nord con l'obiettivo di creare un movimento armato e imparare tattiche di guerriglia per combattere il capitalismo nella regione. Tra il 1962 ed il 1965, 350 guerriglieri thailandesi si formarono in un campo militare nel Vietnam del Nord. Tra le prime poche armi che ebbero in dotazione vi erano dei fucili piuttosto rudimentali e altre prevalentemente di produzione francese, cinese e giapponese. Nella prima metà del 1965, i ribelli thailandesi ricevettero dal Laos circa 3 000 armi di fabbricazione americana e 90 000 casse di munizioni destinate in origine all'esercito regolare laotiano che combatteva i comunisti nella locale guerra civile.
Tra il 1961 ed il 1965, gli insurrezionisti portarono a compimento 17 assassini politici ma evitarono una guerriglia su vasta scala sino all'estate del 1965, quando iniziarono i primi scontri con le forze di sicurezza thailandesi. Un totale di 13 scontri vennero registrati durante questo periodo. La seconda metà del 1965 venne segnata da ulteriori 25 conflitti a fuoco, e a partire da novembre il Partito Comunista Thailandese iniziò a condurre operazioni più elaborate, come l'imboscata a una pattuglia di polizia thailandese di frontiera presso Mukdahan, a quel tempo nella provincia di Nakhon Phanom.
L'insurrezione prese piede ben presto in altre parti della Thailandia nel 1966, anche se il 90% degli incidenti si verificarono nella parte nord-orientale del paese. Il 14 gennaio 1966, un rappresentante del Fronte Patriottico invitò i thailandesi a iniziare una "guerra popolare". All'inizio di aprile del 1966 i ribelli uccisero 16 soldati thailandesi e ne ferirono altri 13 negli scontri della provincia di Chiang Rai. Un totale di 45 militari e 65 civili rimasero uccisi dagli insorgenti nella prima metà del 1966. Malgrado fossero stati vittime di attacchi dei ribelli, gli statunitensi mantennero il loro personale di 24 470 soldati dell'aviazione nelle basi militari in Thailandia e il loro coinvolgimento nelle operazioni di controguerriglia rimase limitato.
Dopo la sconfitta dell'Esercito Rivoluzionario Nazionale nella Guerra Civile Cinese, la 49ª divisione entrò in Thailandia dal vicino Yunnan e le sue truppe si integrarono ben presto nella società thailandese, interessandosi al lucrativo commercio dell'oppio sotto l'egida di ufficiali corrotti. Il commercio della droga era una fonte di introito fondamentale per la popolazione locale, mentre nel contempo le truppe nazionaliste cooperavano col governo per contrastare gli insorti. Nel luglio del 1967, scoppiò la Guerra dell'oppio del 1967 quando i coltivatori di oppio si rifiutarono di pagare le tasse al Kuomintang. Le forze governative vennero coinvolte nel conflitto, distruggendo un gran numero di villaggi e catturando sospetti comunisti.
Nel febbraio e nell'agosto del 1967, il governo thailandese ordinò un gran numero di operazioni contro gli insorti a Bangkok e a Thonburi, dove furono arrestati 30 membri del Partito Comunista Thailandese tra cui il segretario generale Thong Chaemsri. Ulteriori arresti avvennero nell'ottobre e nel novembre del 1968.
Il governo thailandese impiegò più di 12 000 uomini nelle province settentrionali nel solo gennaio del 1972, portando a compimento un'operazione di sei settimane con cui rimasero uccisi più di 200 militanti. Le perdite del governo durante l'operazione ammontarono a 30 soldati uccisi e 100 feriti.
Sul finire del 1972, l'esercito reale thailandese, la polizia e i corpi volontari di difesa insieme commisero le cosiddette "uccisioni dei barili rossi" in cui persero la vita più di 200 (i dati informali parlano di più di 3 000) civili che vennero accusati di supportare i comunisti a Tambon Lam Sai, nella provincia di Phatthalung, nella Thailandia meridionale.
L'eccidio fu uno dei molti "abusi di potere dell'esercito e di altre organizzazioni ad esso collegate" nelle brutali operazioni anti-comuniste del 1971–73 che portarono il numero ufficiale dei morti a 3 008 in tutto il paese. Sino a quel punto, i sospetti comunisti arrestati dai soldati venivano normalmente fucilati lungo i bordi delle strade. Venne in quell'occasione coniata la tecnica del "barile di olio rosso" per eliminare ogni possibile traccia dei crimini commessi. I sospetti venivano manganellati e ridotti in stati di semi-incoscienza prima di venire posti in barili di gasolio e bruciati vivi. I barili avevano una capacità di 200 litri.
Il 6 ottobre 1976, il crescente terrore nei confronti del comunismo portò a delle rimostranze studentesche presso l'Università Thammasat di Bangkok. Forze dell'ordine e gruppi paramilitari risposero compiendo il cosiddetto massacro dell'Università Thammasat nel quale, secondo le stime ufficiali, 46 studenti vennero uccisi e 167 furono i feriti.
Dal 1979, la crescita del nazionalismo thailandese ed il deterioramento delle relazioni bilaterali tra Cina e Vietnam portarono seri problemi interni al Partito Comunista Thailandese. L'ala pro-vietnamita si staccò andando a formare la fazione separata detta "Pak Mai".
Tra gli sforzi per terminare il conflitto particolarmente efficaci furono quelli intrapresi dal governo del primo ministro, il generale Prem Tinsulanonda, che proclamò l'amnistia il 23 aprile 1980 per gli insorgenti che avessero consegnato le armi. Fu inoltre promesso un maggiore coinvolgimento del popolo alla vita politica e un progressivo ritorno a un processo democratico. Questi provvedimenti contribuirono al declino della guerriglia ed entro il 1983 l'insurrezione terminò.